# 14827 Hypnos
A 14827 Hypnos (ideiglenes jelöléssel 1986 JK) egy földközeli kisbolygó. Carolyn Shoemaker és Eugene Merle Shoemaker fedezte fel 1986. május 5-én.